# Унгор (село)
Унгор — село в Путятинском районе Рязанской области, входит в состав Карабухинского сельского поселения.

## Географическое положение
Село расположено на берегу реки Унгор в 22 км на юго-запад от центра поселения села Карабухино и в 15 км на юг от райцентра села Путятино.

## История
Село Унгор в 1839 году выселилось из села Путятина, к приходу которого оно и принадлежало в качестве деревни до построения в нем отдельной церкви. Вместо часовни, первоначально устроенной в селе в 1863 году устроена была деревянная церковь в честь обновления храма Воскресения. При ней церковной земли во владении причта состояло 33 десятины, на что у причта нет ни плана, ни межевой книги. В 1881 году из Унгорского прихода выселилось в Томскую губернию 100 человек муж. пола и 90 жен. пола. 
В XIX — начале XX века село входило в состав Романово-Дарковской волости Сапожковского уезда Рязанской губернии. В 1906 году в селе было 172 двора.
С 1929 года село являлось центром Унгорского сельсовета Сапожковского района Рязанского округа Московской области, с 1935 года — в составе Можарского района, с 1937 года — в составе Рязанской области, с 1959 года — в составе Сапожковского района, с 1977 года — в составе Путятинского района, с 2005 года — в составе Карабухинского сельского поселения.
До 2011 года в селе действовала Унгорская основная общеобразовательная школа.

## Население
| 1859 | 1897  | 1906  | 2010 |
| ---- | ----- | ----- | ---- |
| 442  | ↗1167 | ↗1215 | ↘232 |

## Инфраструктура
В селе имеются фельдшерско-акушерский пункт, отделение почтовой связи

## Достопримечательности
В селе расположена действующая Церковь Воскресения Словущего (1910).